# Burgstall Riedering
Der Burgstall Riedering ist eine abgegangene hochmittelalterliche Höhenburg auf 552 m ü. NHN etwa 650 m südlich von Persdorf, einem Gemeindeteil der Gemeinde Riedering im Landkreis Rosenheim von Bayern. Er wird als Bodendenkmal unter der Aktennummer D-1-8139-0013 als „Burgstall des hohen oder späten Mittelalters“ geführt.

## Beschreibung
Der birnenförmige Burgstall liegt auf einem Bergrücken im Riederinger Wald. Unterhalb des Burgstalls fließt der Gadenbach vorbei, der in den Rothbach, einen Nebenfluss der Sims, mündet. Er hat die Ausmaße von 135 m in Südwest-Nordost-Richtung und 90 m in Nordwest-Südost-Richtung. Der Burgplatz ist bewaldet.